# 飓风伊西多尔
飓风伊西多尔（英語：Hurricane Isidore）是2002年大西洋飓风季第9场获得命名的风暴和第2场飓风，也是这年9月共计8场命名风暴中的第5场。气旋的最高强度达到大型飓风标准，对牙买加、古巴、墨西哥和美国构成破坏，共计夺走22条人命。
伊西多尔一度构成以四级飓风强度袭击美国墨西哥湾沿岸地区的威胁，但由于中途改道，在尤卡坦半岛上空停留超过一天而减弱，最终袭击美国时强度已大幅回落至中等热带风暴水平。风暴造成的主要影响是令墨西哥东南部普降暴雨，美国墨西哥湾沿岸地区中部到俄亥俄谷之间地区也有类似灾情。

## 气象历史
9月9日，一股东风波离开非洲海岸。虽然行经海域环境趋于干燥，但由于上空有反气旋形成，系统的组织结构还是有所改善。9月14日，对流已在小规模的闭合式环流周围充分组织，系统因此在千里达及托巴哥附近发展成本季第十号热带低气压。但由于受到委内瑞拉陆地的影响，低气压之后又退化成东风波。系统继续向西北偏西方向经过加勒比地区，于9月17日在牙买加以南约230公里海域再度发展成热带低气压。
受弱转向气流影响，气旋向西北方向飘移，于9月18日在牙买加近海升级成热带风暴并获名“伊西多尔”（Isidore）。掠过该岛后，风暴快速强化，于9月19日在古巴以南洋面达到飓风标准。行进至青年岛附近时，伊西多尔的最大持续风速达到每小时160公里，之后略有减弱，再于9月20日晚以风速每小时137公里强度从弗朗西斯角（Cabo Frances）登陆。飓风穿过古巴进入墨西哥湾，行进速度有所放缓。由于水温较高，气旋得以快速增强，于9月21日达到风力时速201公里的最高强度。

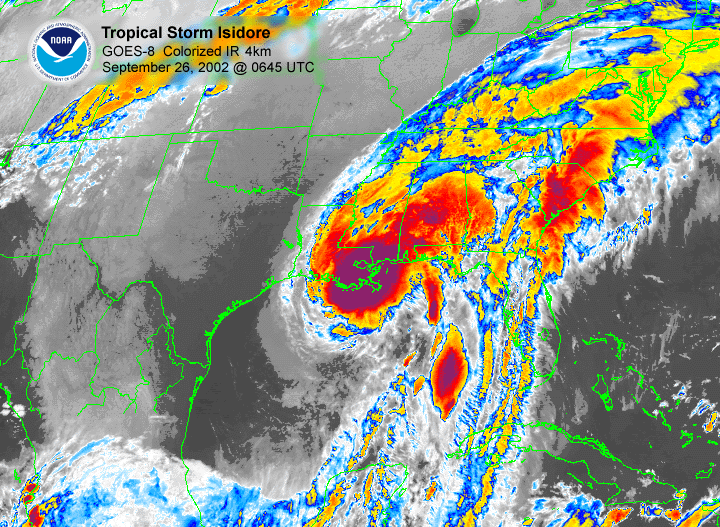
伊西多尔登陆路易斯安那州

虽然卫星通过德沃夏克分析法判断飓风风速一度达到每小时233公里，但飓风猎人侦察机测得的数据表明伊西多尔此时的风速为每小时201公里，仍属三级飓风标准，最低气压则是934毫巴（百帕，27.6英寸汞柱），通常要达到四级飓风强度的热带气旋才会有这么低的气压值。伊西多尔此时已创下有史以来气压最低的三级大西洋飓风纪录并保持至今。由于附近环境非常理想，气象机构预计风暴会继续强化，在墨西哥湾北部上空达到风力时速240公里的最高强度。但在北侧的高气压影响下，飓风被迫南下，于9月22日以大型飓风强度从尤卡坦州特查克港（Telchac Puerto）登陆。气旋在尤卡坦半岛上空几乎停止移动，在陆地上空保持约30小时后强度已降至热带风暴标准下限。
伊西多尔的内层对流核心在位于墨西哥东南部上空期间瓦解，北上重返墨西哥湾后，风暴规模庞大，但强度已降至弱热带风暴标准。虽然外界环境有利于显著增强，但气旋的中心对流并未马上得以发展，而是在行进至墨西哥湾北部后才开始强化。9月26日，正在增强的伊西多尔以风力时速105公里强度袭击路易斯安那州格兰德艾尔，然后很快就在深入内陆期间降级成热带低气压。气旋朝东北方向前进，于9月27日转变成温带气旋，最终于当晚在宾夕法尼亚州被锋区吸收。

## 防灾措施
伊西多尔达到飓风强度前，气象部门就曾担心风暴会对陆地构成重大威胁。气旋前方的环境非常有利于热带天气系统发展，海面热含量非常高。距离2001年11月对古巴造成毁灭性打击的飓风米歇尔还只过去10个月，伊西多尔又对该国形成类似威胁。比那尔德里奥省为此有约29万2000人和数以千计的农场牧畜转移。当地在风暴登陆48小时前就收到飓风警告，因此有充足的时间来做好应对准备。
进入墨西哥湾后，风暴达到萨菲尔-辛普森飓风等级下的三级飓风标准，最高持续风速为每小时201公里。美国国家飓风中心此时预计气旋会在墨西哥湾内向西前进数天，然后转向北上，以四级飓风强度逼近美国墨西哥湾沿岸地区。气象机构起初预计伊西多尔会保持在尤卡坦半岛以北，所以直到飓风登陆前一天才发布飓风警告，在此以前没有发布过观察预警。尤卡坦半岛有超过7万人撤离，多个港口被迫关闭。墨西哥政府在风暴来袭前宣布进入紧急状态。接下来伊西多尔意外转向南下登陆尤卡坦半岛，在陆地上空减弱至热带风暴强度，对美国墨西哥湾沿岸地区的威胁程度因此大幅降低。面对气旋来袭，美国红十字会赶在伊西多尔预计登陆数天前动员德克萨斯州、阿拉巴马州、路易斯安那州、密西西比州和佛罗里达州各地的志愿者和工作人员。许多志愿者提前几天采取行动，确保潜在灾区的每一户人家都制订好家庭救灾方案，并在家中留有灾害应急包。路易斯安那州卡梅伦到密西西比州帕斯卡古拉之间地区于9月24日上午进入飓风观察预警生效状态，但到了9月25日早上，气象部门预计伊西多尔已不大可能再度增强成飓风，观察预警因此取消。

## 影响

### 加勒比群岛
行经向风群岛期间，风暴尚处弱热带低气压强度，没有报道表明气旋曾对该群岛构成破坏或引起人员伤亡。开曼群岛测得热带风暴强度大风，而且很可能出现一定程度的洪灾，但同样没有出现风暴造成损失或人员死伤的报道。伊西多尔在牙买加降下暴雨，红棉沟（Cotton Tree Gully）的降雨总量高达690毫米。

### 古巴
飓风在古巴产生瓢泼大雨，多地降雨量超过300毫米，并以该国西部的伊莎贝尔卢比奥（Isabel Rubio）最高，达550毫米。降雨同高达3.7米的风暴潮共同影响，共计摧毁77套房屋，还引发多地停电，部分树木被连根拔起，许多房屋的屋顶被风刮落。超过130间烟草烘干室受到一定程度影响，其中贵重的烟草存货遭到破坏。共有2万4000公吨柑橘和132公吨咖啡毁于一旦，数以千计的牧畜死亡，不过没有出现人员丧生。

### 墨西哥东南部

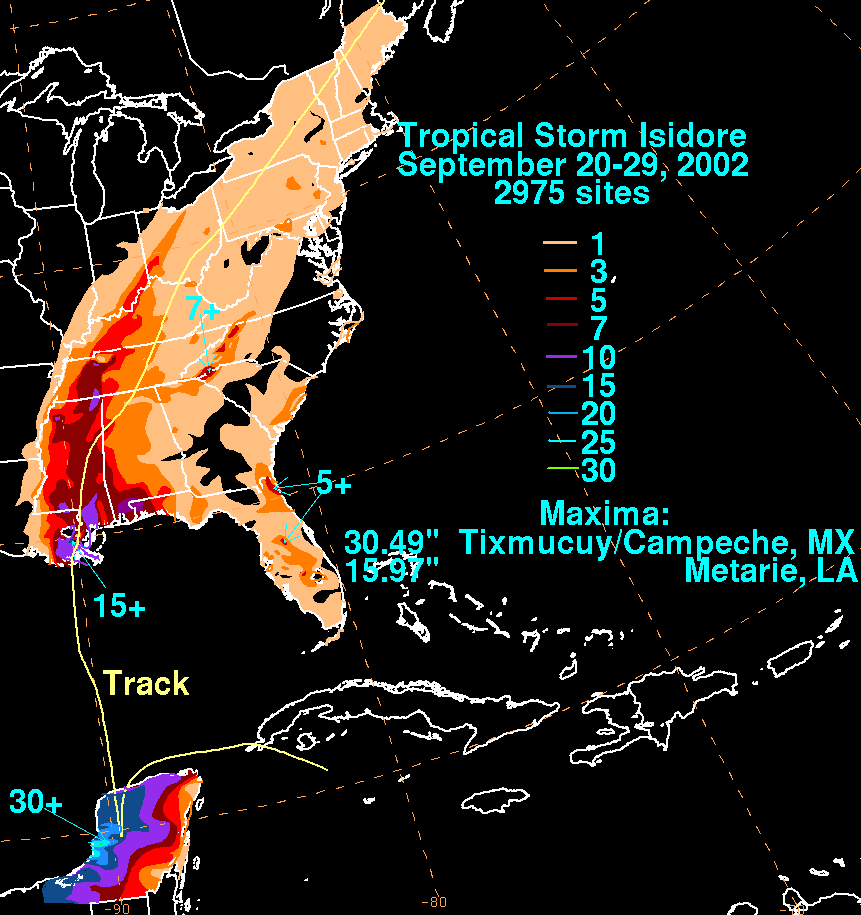
伊西多尔在墨西哥和美国的降水分布

飓风伊西多尔是有纪录以来仅有的4场从北侧吹袭尤卡坦州的风暴之一，也是1970年后第一个袭击该区域的热带气旋和1935年后首场袭击当地的热带风暴，还是1888年后第一场吹袭尤卡坦州北部的飓风和唯一一场袭击当地的大型飓风。
墨西哥国有石油企业墨西哥石油公司的原油生产因风暴中断。钻井作业和出口均暂停1周，该公司为此蒙受的损失达1亿零870万美元。位于该国墨西哥湾近海的阿莱纳岛几乎完全被飓风产生的风暴潮淹没，幸而岛上居民已在气旋来袭前撤离。
伊西多尔以风力时速201公里强度从尤卡坦州梅里达附近登陆，并在其上空逗留近36小时之久。风暴产生超过760毫米雨量，并以坎佩切附近所测数值最高。尤卡坦州南部部分地区出现高达6米的风暴潮，全州所有渔船有近三分之一因气旋受损，还有近3万6500套房屋被狂风摧毁，另有8万3000户民宅受损，约50万人因此流离失所。倒塌的树木和中断的电缆在尤卡坦半岛北部大部分区域随处可见，75%的谷仓或仓库不是彻底被毁便是严重受损。农作物和牲畜受灾程度极其严重，全国各地共有2000平方公里玉米和400平方公里果树受损。风暴期间，尤卡坦州损失的家禽和牲畜总量高达70%。墨西哥电网受到价值1976万美元的破坏。尤卡坦半岛超过25%的道路受到中等程度或重度破坏，乡村地区为此蒙受了价值988万美元的损失。坎佩切的农业受到重创，共计损失3万头牛，还有400平方公里农业用地颗粒无收。
飓风伊西多尔共计夺走尤卡坦半岛17条人命，但有两人不属风暴直接引起。整个墨西哥一共蒙受了9亿5000万美元的巨额损失。

### 中美洲
受太平洋的上坡流影响，伊西多尔在危地马拉降下暴雨，该国南部和西部多地发生山体滑坡和洪灾。降雨还导致河水暴涨，有两人在试图渡河时溺亡。全国共有至少350户家庭蒙受损失。

### 美国东部
飓风伊西多尔同之后不久的飓风丽丽共同影响，导致墨西哥湾开放海域的多个石油或天然气钻井平台停产。两场飓风几乎接踵而至，致使石油减产1440万桶（合229万立方米），天然气减产25.2亿立方米。路易斯安那州里格莱茨（Rigoletes）和密西西比州格尔夫波特都测得2.5米高的风暴潮。受伊西多尔影响，美国墨西哥湾沿岸地区中部到俄亥俄谷之间的大范围地区降下暴雨，其中又以路易斯安那州杰佛逊堂区的梅泰里（Metairie）所测雨量最高，达406毫米。洪灾对庄稼构成中等程度破坏，损失总额达3亿3000万美元（2002年美元）。气旋还致使5人丧生，其中4人属直接引起，均为溺亡；1人为间接导致，是密西西比州1名男子因心脏病发去世。

### 退役
由于这场风暴造成大量人员伤亡和重大财产损失，世界气象组织于2003年春将名称“伊西多尔”退役，今后永远都不会再在北大西洋热带气旋命名时采用。用来取代的新名称是“艾克”（Ike），于2008年首度启用。